# Fanerita

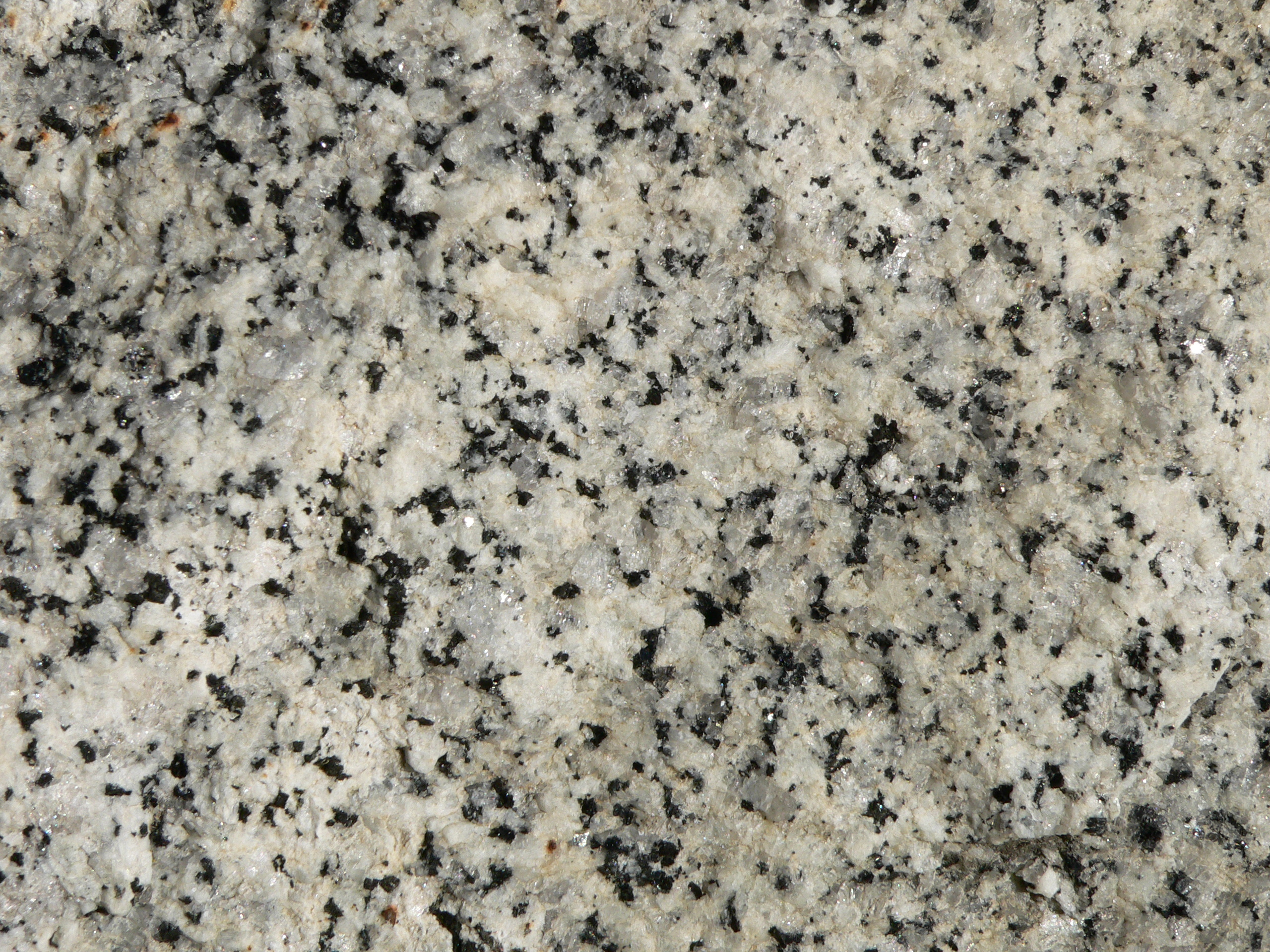
Detalle de granito, roca de fanerita del parque nacional de Yosemite.

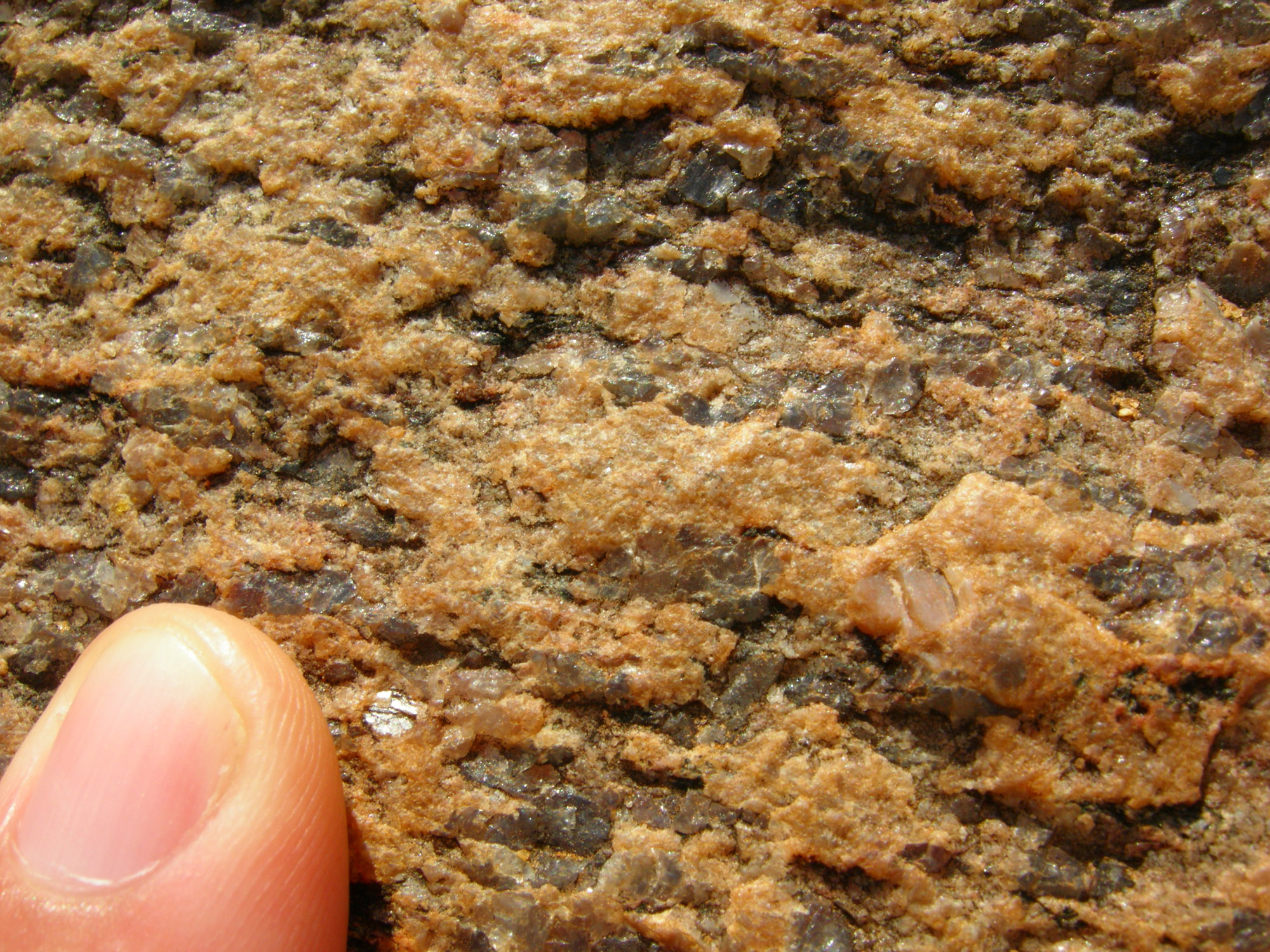
Detalle de granito fanerítico expuesto en Chennai, India.

Una fanerita es una roca ígnea cuya microestructura está formada por cristales lo suficientemente grandes como para distinguirlos a simple vista. En contraste, los cristales en una roca afanítica son demasiado pequeños para ser vistos a simple vista. 
La textura fanerítica se forma cuando el magma que se encuentra a gran profundidad en un ambiente plutónico se enfría lentamente, dando tiempo para que crezcan los cristales. 
Las faneritas son descritas a menudo como de grano grueso o macroscópicamente cristalinas.
Se distinguen faneritas por su tamaño cristalino: fanerítica fina (< 1 mm), fanerítica media (entre 1 y 5 mm), fanerítica gruesa (entre 5 mm y 3 cm) y fanerítica muy gruesa (> 3 cm).